# Digimon Adventure tri.
Autre
Digimon Adventure tri. (デジモンアドベンチャーtri., Dejimon Adobenchā Torai) est une série de six films d'animation japonais (dits OAV) produite par Toei Animation, dérivé de la franchise médiatique Digimon pour le 15e anniversaire de Digimon Adventure, en 2015. Successeur direct, tri. suit les années lycée des huit protagonistes de la série originale datant de 1999.
Le premier film, Retrouvailles (再会, Saikai) sort le 21 novembre 2015 et le dernier, Notre avenir (ぼくらの未来, Bokura no mirai), le 5 mai 2018 au Japon. Ces productions sont distribuées à la fois en sortie limitée pendant trois semaines dans une dizaine de salles de cinéma à travers le territoire, en tirage limité Blu-ray et en distribution payante. Au début, ces films sont diffusés en dehors du Japon en version originale sous-titrée le jour même de leur sortie japonaise nationale, sous un format épisodique en quatre ou cinq épisodes chacun, permettant une distribution simultanée aux États-Unis, au Canada, en Afrique du Sud, en Australie, en Nouvelle-Zélande et en Amérique latine par Crunchyroll, puis plusieurs services VOD. Les films sont également localisés avec un doublage anglais et allemand à des fins événementielles ou d'exploitation direct-to-video ; la Toei  présente le projet aux professionnels du secteur plusieurs années de suite, sans toutefois parvenir à le vendre à d'autres marchés,,.
Les vingt-six épisodes sont distribués en France cinq années plus tard en vidéo à la demande, en intégrant le catalogue de la plateforme ADN le 5 mai 2020. Cette diffusion inscrit Adventure tri. comme étant la septième itération de la franchise.
Adventure tri. est violemment accueillie par la critique pour son manque d'ambition, néanmoins son premier opus est un succès commercial à son échelle (230 millions de yens), avant un fort affaissement des recettes, jusqu'à 130 millions de yens en moins.

## Scénario
La série se déroule environ six ans après la première aventure de Tai Kamiya et de ses huit amis ; désormais adolescents épanouis, leur vie quotidienne semble tourner principalement autour de leurs études au lycée et des rencontres avec leurs camarades de classe. Un an auparavant, le portail du digimonde s'est fermé, les laissant depuis sans nouvelle de leurs partenaires Digimon.
Une mystérieuse anomalie provoque des distorsions dans le monde réel. Cette fois, le secret autour des monstres digitaux est bien connu des adultes et d'individus d'une organisation qui surveille l'activité de ces créatures — Daigo Nishijima pense que les Digimon sont victimes d'un virus inconnu qui les rend hostiles, et qu'ils menacent la sécurité du monde réel. Rejoints par une mystérieuse fille — Meiko Mochizuki et son partenaire Meicoomon, le destin du monde repose une fois de plus sur les épaules des digisauveurs ; tout en conjuguant cela avec les problèmes de la vie et diverses prises de consciences.

## Développement
Le 20 juin 2014, la Toei Animation dévoile un projet célébrant les quinze années d'existence de la première saison Digimon Adventure à travers un site internet dédié à l'évènement. Le développement d'une nouvelle série, ou d'une suite directe de la première saison, est annoncée lors d'un événement célébrant le 15e anniversaire de Digimon Adventure le 1er août 2014, ;  une vidéo diffusée à la fin de l'événement révèle le personnage principal, Tai, comme étant âgé de dix-sept ans et au lycée dans « de nouvelles histoires pour tous les digisauveurs du monde » pour le printemps 2015.
Le 7 septembre 2014, une image est mise en ligne montrant l'ombre de Tai et Agumon accompagné d'un premier texte, qui se révèle être la transcription de la scène d'ouverture du premier film, sur le site du projet des quinze ans et dévoilé aux participants d'un mini-jeu qui demande aux utilisateurs de cliquer sur un œuf une fois par jour. Les utilisateurs peuvent augmenter le nombre de leurs clics en participant à un jeu de dactylographie, ainsi qu'à diverses autres énigmes. Le 8 novembre 2014, le site internet dévoile les silhouettes de tous les personnages, sans détail supplémentaire.
Le 10 novembre 2014, le magazine japonais Otomedia révèle le nom du producteur, Shuhei Arai. Le 13 décembre 2014, le site du 15e anniversaire dévoile le titre « Digimon Adventure tri. » réalisé par Keitaro Motonaga (Rayearth), avec au scénario Yuuko Kakihara (Heaven's Lost Property), et Atsuya Uki (Cencorol) au character design,.
En décembre 2014, le magazine Weekly Shōnen Jump de Shūeisha dévoile les premières images du film. Le magazine japonais V Jump de Shueisha annonce la future publication en mars 2015 d'une page consacrée aux personnages de la série. Un marathon de tous les épisodes originaux de Digimon Adventure est mis en place sur le service Niconico le 4 mai 2015.
Le 6 mai 2015, l'équipe de production annonce Adventure tri. comme une série de six films d'animation, avec une nouvelle distribution vocale pour les digisauveurs et le retour des voix originales pour les Digimon. Hiromi Seki révèle en février 2019 que la distribution d'origine n'avait pas été reconduite en 2015 en raison du refus de Toshiko Fujita (Tai), pour des raisons de santé.
L'équipe d'écriture repart et agence les événements majeurs dans six parties développant une histoire principale interconnectée ainsi que les facettes des personnages ; la réalisation utilise de nouvelles techniques de production numérique tout en déclarant préserver l'atmosphère de la série originale. La bande originale est de Kō Sakabe, le musicien Kōji Wada et le chanteur Ayumi Miyazaki y interprètent de nouveau les thèmes de la série Butter-Fly et Brave Heart,

## Épisodes et films
| N° de l’épisode | N° de film | Titre français | Titre japonais                 | Date de sortie japonaise | Date de sortie française |
| --------------- | ---------- | -------------- | ------------------------------ | ------------------------ | ------------------------ |
| 1-4             | 1          | Retrouvailles  | Saikai (再会)                  | 21 novembre 2015         | 5 mai 2020               |
| 5-8             | 2          | Décision       | Ketsui (決意)                  | 12 mars 2016             | 5 mai 2020               |
| 9-13            | 3          | Confession     | Yokuhaku (告白)                | 24 septembre 2016        | 5 mai 2020               |
| 14–17           | 4          | Perte          | Sōshitsu (喪失)                | 24 février 2017          | 5 mai 2020               |
| 18-21           | 5          | Symbiose       | Kyōsei (共生)                  | 30 septembre 2017        | 5 mai 2020               |
| 22-26           | 6          | Notre avenir   | Bokura no mirai (ぼくらの未来) | 5 mai 2018               | 5 mai 2020               |

## Sorties

Logo original de la série de films (2015).

La première partie, Saikai (再会), sort dans seulement dix cinémas japonais le 21 novembre 2015. Les projections du film, initialement limitées à trois semaines, sont poursuivies en raison du succès. Une édition limitée du Blu-ray est en vente uniquement dans les cinémas diffusant le film ; le film sort dans le commerce en Blu-ray et en DVD le 18 décembre 2015.
Ce premier film et ses suites sont diffusés en dehors du Japon en langue originale sous-titrée en anglais, arabe, portugais et espagnol le jour même de leur sortie, sous un format épisodique en quatre ou cinq épisodes chacun, permettant une distribution simultanée aux États-Unis, au Canada, en Afrique du Sud, en Australie, en Nouvelle-Zélande et en Amérique latine par Crunchyroll, puis plusieurs services VOD aux États-Unis comme Hulu, AnimeLab et Tubi TV. En raison du décalage horaire, le film sort le 20 novembre 2015 dans ces pays.
Le deuxième film, Ketsui (決意), sort le 12 mars 2016 ; vu le succès du film, une quatrième semaine d’exploitation est ajoutée. Le troisième film, Kokuhaku (告白), sort le 24 septembre 2016 dans onze cinémas à sa sortie. Le quatrième, Sōshitsu (損失), sort le 25 février 2017. Le cinquième Kyōsei (共生), sort le 30 septembre 2017 dans seize cinémas ; quatorze cinémas projette encore le film le 21 octobre 2017. Le sixième et dernier, Bokura no mirai (ぼくらの未来), sort le 5 mai 2018.

### Dans le monde
En Amérique du Nord, le premier film est présenté en avant-première lors d'une projection le 15 septembre 2016, et sort dans quatre cent cinquante-sept cinémas nord-américains du 17 septembre 2016 au 6 octobre 2016 par Eleven Arts. Le deuxième film sort en direct-to-video le 16 mai 2017. Le troisième film est présenté en avant-première lors d'une projection à Anime Expo le 1er juillet 2017, sans sortie nationale et est distribué en direct-to-video le 7 août 2018. Après le succès des premières projections, Fathom Events et Toei Animation s'associent pour présenter les trois derniers films en 2018: Le quatrième film sort le 1er février, le cinquième film le 10 mai et le sixième le 20 septembre 2018 en séances uniques. 
Au Royaume-Uni, les films sortent en direct-to-video par Manga Entertainment en collaboration avec Shout! Factory. Le premier film sort le 22 mai 2017. Le deuxième film est présenté au MCM London Comic Con du 27 octobre au 29 octobre 2017, avant une sortie générale en DVD et Blu-Ray le 6 novembre 2017. Le troisième film sort le 18 décembre 2017 ; le quatrième film sort le 30 avril 2018 ; le cinquième film le 30 juillet 2018 ; et le dernier film le 3 décembre 2018. En Australie et en Nouvelle-Zélande, les films sortent en direct-to-video par Madman Entertainment. Le premier film sort le 19 juillet 2017 ; le deuxième film le 21 février 2018 ; le troisième film le 7 mars 2018 ; le quatrième film le 15 août 2018 ; le cinquième film le 1er novembre 2018 ; et le dernier film 6 mars 2019.
En Allemagne, le premier film est diffusé en première partie de soirée sur la chaîne payante allemande Animax en VO sous-titrée en allemand le 22 novembre 2015. Le deuxième film est également diffusé en version sous-titrée allemande par la chaîne, la veille de la sortie en salles au Japon. Aucune autre diffusion de ce type sur Animax n'a lieu. Après ces deux diffusions télévisées, il est annoncé que les trois premiers films seraient exploités en 2017 dans une version doublée en allemand pour une distribution par KSM Anime, à la fois dans les cinémas et en DVD et Blu-ray un peu plus tard. Le premier film sort dans plus de cent cinquante et un cinémas allemands et autrichiens, le 21 mai 2017. Le deuxième film sort le 2 juillet 2017. Le troisième film sort le 13 août 2017. Le quatrième film sort dans cent-trente-sept cinémas, le 11 mars 2018. Le cinquième film sort dans cent-trente cinémas, le 7 octobre 2018 ; et le film final est projeté le 10 mars 2019 dans cent cinquante et un cinémas. Du 24 septembre au 8 octobre 2019, la chaîne ProSieben Maxx diffuse les trois premiers films en tant qu'inédits sur la télévision gratuite.
Ces deux doublages pour les marchés anglophone et germanophone choisissent de réunir les doubleurs de leur distribution initiale. Le distributeur nord-américain Eleven Arts définit une volonté de conserver une « familiarité » avec son public, tandis que le ton et le style se rapprochent de la version japonaise . Bien que l'ensemble des comédiens de la série ne reviennent pas après quinze ans, quelques-uns des intervenants présents acceptent de revenir à la profession pour ce nouveau projet ; la plupart des remplacements reprennent un jeu proche de leur prédécesseur. Une ambition générale et à succès qui est reconduite dans les deux langues pour Last Evolution Kizuna et dans divers pays d'Asie et d'Europe. 
En Allemagne, tous les interprètes qui ont doublé la série originale sont réappelés par KSM, une condition imposée de leur part et à leurs frais, ; dont Florian Knorn (Tai) qui s'était alors retiré de la profession depuis 2005, rapatrié de Suède par le studio pour l'occasion ; seul Hannes Maurer (Izzy) manque alors à l'appel. Le doublage des 3e films sont soumis à des restrictions contractuelles et est finalisé par Toei Animation Europe, KSM Anime essuie des reproches après leur parution en raison d'un manque de continuité avec le doublage allemand ; un accord est conclu pour les quatrième et cinquième films, de sorte que KSM avait un droit de regard sur la production.
En Inde, la chaîne Nickelodeon Sonic diffuse le premier film le 10 août 2018 en version doublée en hindi, en tamoul et en télougou. Le 19 août 2018, la chaîne fait un changement de programmation de dernière minute et ne diffuse pas le second film, bien que la chaine continuait à diffuser des bandes-annonces et à afficher un compte à rebours pour le programme à l'écran. Adventure tri. est alors complètement retiré des prochaines grilles de programmes. Le 21 août 2018, la chaîne justifie ce choix « en raison des mauvaises audiences des séries non produites localement ». Le 3 septembre 2018, après avoir reçu de nombreuses demandes de fans, la chaîne HD de Nickelodeon India, Nick HD+, relance la diffusion de Digimon Adventure tri. en commençant par le premier film, le 9 septembre 2018 ; le second film, le 16 septembre 2018 ; le troisième film dit « Pronounce », le 23 septembre 2018 ; le quatrième film, le 30 septembre 2018 ; le cinquième film, le 7 octobre 2018 ; et les cinq films doublés seront mis à disposition sur la plateforme Voot, en février 2019. Le sixième film reste inédit.
En France, l'intégrale de Digimon Adventure tri. est distribuée en SVOD payante en intégrant le catalogue de ADN le 5 mai 2020, en version japonaise sous-titrée en français par la société Titrafilm. Les épisodes deviennent accessibles gratuitement le 14 septembre 2020, à l'occasion de la sortie nationale de Last Evolution Kizuna.

## Accueil

### Box-office et ventes
Au Japon, le 1er film rapporte 59 millions de yens (environ 480 000 $) pour 36 000 tickets vendus lors de son week-end d'ouverture ; le 4 janvier 2016, 229 millions de yens (environ 1,95 million $) ; pour un total de 230 millions de yens (environ 2,3 millions $) au box-office. Le 2e film rapporte 30 millions de yens (environ 265 000 $) lors de son premier jour d'exploitation, en rapportant 46 millions de yens (environ 407 000 $) lors de son week-end d'ouverture, 144 millions de yens (environ 1,29 million $) le 31 mars 2016 ; pour un total de 160 millions de yens (environ 1,6 million $) au box-office. Le 3e film rapporte 55 millions de yens (environ 540 000 dollars) au cours des quatre premiers jours de sa sortie en salle ; pour un total de 120 millions de yens (environ 1,15 million $) au box-office. Le 4e film rapporte 61 millions de yens (environ 533 000 $) au cours des six premiers jours de sa sortie en salle. Le 5e film, 94 millions de yens (environ 835 000 $) au cours des dix-sept premiers jours de sa sortie en salle ; pour un total de 100 millions de yens (environ 882 457 $) au box-office national.
En vente physique au Japon, au 24 janvier 2016, le 1er film se vend à 12 809 Blu-ray et 4 201 DVD, au 17 avril 2016 le 2e film se vend à 11 543 Blu-ray et 3 758 DVD, au 13 novembre 2016 le 3e film compte 9 677 Blu-ray et 2 738 DVD vendus, le 4e au 16 avril 2017 se vend à 8 306 Blu-ray et 2 878 DVD, en novembre 2017 le 5e film se vend à 6 047 Blu-ray et 2 130 DVD, et le film final se vend au 17 juin 2018 à 5 994 Blu-ray et 2 113 DVD dans sa version limitée.
Aux États-Unis, le premier film rapporte 190 581 $ ; le quatrième film, 59 114 $ ; le cinquième film, 52 339 $ et le dernier film de la série rapporte 54 324 $ au box-office américain.
En Allemagne, le 1er film fait environ 10 600 entrées pour 130 000 € et 1 500 entrées en Autriche pour 130 304 €,. Le 2e film se hisse à la 24e place du classement des cinémas allemands avec 8 400 entrées,. Le 3e film atteint environ 7 600 entrées et la 21e place du box-office national. Le 4e film fait 7 747 entrées et se hisse à la 14e place. Le 5e film fait 6 150 entrées, se hissant à la 18e place ; et rapporte un peu moins de 80 000 euros. Le dernier film fait 6 290 entrées.

### Réception critique
Pour le journal français Le Monde, le conférencier Yonathan Bartak décrit Digimon Adventure tri. comme la création d'un « producteur stakhanoviste qui prime la quantité sur la qualité, employant des animateurs disposant de trop peu de temps, et d’un univers sous-traité », le journaliste Benjamin Benoit parle d'une déception prévisible « Animations ratées, rythme balbutiant, scénario quasi inexistant, l’ensemble rappelle les pires moments des premiers épisodes de la série originale ».
Pour Michael Basile de Anime News Network, Adventure tri. est un échec et une production à l'approche faussement mature passée les brefs moments choc, « S'éloigner d'un groupe d'amis, être incapable d'oublier le passé, devoir penser à son avenir et aux sacrifices qu'il faut faire pour réaliser son rêve - toutes ces idées sont intéressantes et parfaites pour une histoire de Digimon, mais chacune d'entre elles est laissée de côté avant d'atteindre une conclusion satisfaisante, au profit d'une intrigue toujours plus complexe et d'un jargon technotechnique qui ferait passer un Serial Experiments Lain pour quelque chose de simple en comparaison ».
Pour Shamus Kelley de Den of Geek, Adventure tri. est un échec, critiquant le style d'écriture et les résolutions alambiquées, l'excès de fan service, l'utilisation des personnages uniquement « pour qu'ils débitent des platitudes d'animés », et son manque d'ambition et de renouvellement, « On a l'impression que tous les films de cette série ont été réalisés indépendamment les uns des autres. Bien sûr, il y a des scènes et des moments sympas dans chaque film, mais lorsqu'on les regarde dans leur ensemble, ils ne sont pas liés thématiquement. Ils ne sont même pas liés psychologiquement ».

## Adaptation théâtrale
Une adaptation théâtrale de Digimon Adventure tri., L'aventure du 1er août (～8月1日の冒険～), est présentée sur les planches du Zepp Blue Theater Roppongi à Tokyo du 5 août au 13 août 2017. La pièce a été produite par Polygon Magic, avec Kenichi Tani en tant que scénariste et réalisateur,. La troupe masculine comprend Gaku Matsumoto dans le rôle de Tai, Shohei Hashimoto dans le rôle de Matt, Kaisei Kamimura dans le rôle de Izzy, Junya Komatsu dans le rôle de Joe et Kenta Nomiyama dans le rôle de T.K. La troupe féminine comprend Suzuka Morita dans le rôle de Sora, Marina Tanoue dans le rôle de Mimi et Yūna Shigeishi dans le rôle de Kari. La troupe des Digimon comprend Oreno Graffiti dans le rôle d'Etemon ; et les doubleurs originaux des huit Digimon partenaires. La pièce a une durée de 150 minutes qui comprend un entracte de dix minutes.
Niconico diffuse en livestream une représentation de la pièce le 12 août et le 13 août 2017, l'enregistrement de ces représentations était disponible jusqu'au 20 septembre 2017. La pièce sort en DVD au Japon le 2 décembre 2017. La représentation du 13 août 2017 de la pièce est diffusée à la télévision sur la chaine japonaise WOWOW Live le 14 janvier 2018 et le 2 août 2018.